# Hỡi Tổ quốc vinh quang với ngọn cờ xinh đẹp của Người
"Noble patria, tu hermosa bandera" (tiếng Việt: Hỡi Tổ quốc vinh quang với ngọn cờ xinh đẹp của Người) là quốc ca của Costa Rica. Bài hát được phổ nhạc bởi Manuel María Gutiérrez Flores, người đã dành tặng nó cho một nhà thám hiểm Pháp, được chọn làm quốc ca năm 1852. Bài hát được sáng tác để nghênh đón Anh Quốc và Hoa Kỳ tới dự buổi ký hiệp ước Webster-Crampton (nhằm hoà giải các mâu thuẫn về vấn đề biên giới giữa Costa Rica và Nicaragua). Thế là, đây là nước đầu tiên ở Trung Mỹ có quốc ca.
Bài hát có nhiều phiên bản. Phiên bản cuối cùng được viết trong một cuộc thi được tổ chức năm 1903 dưới thời chính phủ của Ascensión Esquivel Ibarra. Lời bài hát đó được viết bởi José María Zeledón Brenes. Sau đó vì phần nhạc và lời này có một số bất lợi nhỏ nên đã được chính phủ của nền Đệ nhị Cộng hoà cải biên và dùng làm quốc ca cho tới ngày nay.

## Lời
¡Noble patria!, tu hermosa bandera
expresión de tu vida nos da;
bajo el límpido azul de tu cielo
blanca y pura descansa la paz.

En la lucha tenaz, de fecunda labor,
que enrojece del hombre la faz;
conquistaron tus hijos, labriegos sencillos,
𝄆 eterno prestigio, estima y honor. 𝄇

¡Salve, oh tierra gentil!
¡Salve, oh madre de amor!
Cuando alguno pretenda tu gloria manchar,
verás a tu pueblo, valiente y viril,
la tosca herramienta en arma trocar.

¡Salve, oh patria!, tu pródigo suelo
dulce abrigo y sustento nos da;
bajo el límpido azul de tu cielo,
¡vivan siempre el trabajo y la paz!

## Dịch sang tiếng Việt
Hỡi Tổ quốc vinh quang với quốc kỳ xinh đẹp của Người
Cho chúng con sức sống mãnh liệt của Người;
Dưới bầu trời trong xanh của Người
Là vùng đất trong trắng, thanh khiết và yên bình.

Những tháng ngày chiến đấu, lao động bền bỉ, 
Đã tô thắm nét đẹp rạng ngời trên gương mặt những đứa con của Người;
Họ đã chinh phục vùng đất này - những người nông dân giản dị,
𝄆 Với danh tiếng, lòng kiêu hãnh và niềm tự hào vô tận. 𝄆

Ôi, vùng đất dịu hiền!
Ôi, đất Mẹ kính yêu!
Khi bọn ngoại xâm dám vào đây để chà đạp vinh quang của Người,
Người sẽ thấy nhân dân của mình, với lòng dũng cảm và bất khuất,
Cầm vũ khí lên, đánh bại kẻ thù.

Tổ quốc ơi, vùng đất quý phái của Người
Cho chúng con nơi trú ngụ và ấm no vĩnh cửu;
Dưới bầu trời trong xanh của Người,
Mong công việc và hoà bình sẽ tồn tại muôn đời!